# アチェ人
アチェ人（アチェじん）とは、インドネシアのスマトラ島北端部アチェ地方の先住民である。

## 解説
アチェ地方は、オランダ領東インドに抵抗し、最後に組み入れられた地域である。住民のほとんどはムスリムである。 アチェ人はLam Muri、Lambri、Akhir、Achin、Asji、A-tse、Atseと表記されることもある。オーストロネシア語族、マレー・ポリネシア語派、チャム諸語に属するアチェ語を話す。アチェ語には多くのサンスクリット語由来の単語が存在することから、かつてヒンドゥー系文化の影響を部分的に受けたと考えられている。
彼らは数世紀の間ムスリムであり、シャリーア法を実践するインドネシアでは最も保守的なムスリム集団である
。アチェ人の推定人口は、3,526,000人 というものから、少なくとも4200万人以上というものまで、幅がある。
アチェ人は、伝統的に農業、金属加工業、繊維業に従事してきた。妻方居住婚で、共同所有の社会を築いてきた。アチェ人は、kampungまたはgampôngsと呼ばれる尊宅単位に居住し、それらが集まってmukim（郡）を形成する。イスラム教を国教とするアチェ王国の隆盛とともに、アチェ人の文化はその黄金期を迎え、続く17世紀にイスラームの伝教はピークに達した。ヨーロッパ人からは、アチェ人はイスラームの厳格な信奉者であり、ポルトガルとオランダの植民地化に抵抗した好戦的な戦士とみなされることが多い。アチェの名前は、12万人の死者を出した2004年のスマトラ島沖地震による被害によって国際的に注目された。